# Lemnaphila
Lemnaphila is een vliegengeslacht uit de familie van de oevervliegen (Ephydridae).

## Soorten
- L. scotlandae Cresson, 1933